# 伊林、涤西事件
伊林、涤西事件又稱伊林·涤西事件，是1966年底部分北京學生批評林彪觀點以及中央文革小组的事件。
1966年11月15日，北京农业大学附属中学的学生刘振忠、张立财以伊林、涤西的笔名寫了《给林彪同志的公开信》，信中批驳了林彪的言论，比如反对林彪吹捧毛泽东“比马克思、恩格斯、列宁、斯大林高得多”、“马克思列宁主义的书那么多，读不完，他们离我们又太远。在马克思列宁的经典著作中，我们要百分之九十九地学习毛泽东著作”；又在公开信中要求建立“代表‘中国’的东方公社”。他們把《给林彪同志的公开信》大字报張貼在清华大学內，結果該大字報馬上被视作“毒草”、“反革命”而於當天下午就被撕毁。11月18日，伊林、涤西又将公开信印成传单四处散发。11月30日，北京林學院學生李洪山贴出“踢开中央文革小组自己起来闹革命”的标语。
1966年12月14日，康生在一次座谈会上表示，“对反革命分子实行严厉镇压，这是最大的民主，……李洪山就是反革命小头目”。当月，清华大学、北京师范大学、北京大学、北京地质学院等北京院校的造反派多次举行大会，批判李洪山、刘振忠、张立财以及支持他们的学生。这3个人被公安机关逮捕。后来这一事件在文化大革命後获得平反。